# Squadre armate proletarie
Le Squadre armate proletarie (SAP) nacquero da un'alleanza di estrema sinistra formatasi nel 1977 tra Prima linea e le Formazioni comuniste combattenti, Squadre proletarie di combattimento-Esercito di liberazione comunista e successivamente l'alleanza tra gruppi armati venne denominata Comando Nazionale Unificato-Squadre Armate Proletarie. Il gruppo armato unificato che nacque dall'alleanza rimase attivo tra il 1978 ed il 1981, quando venne smantellata Prima linea.

## L'alleanza e le idee
Le Squadre Armate Proletarie non furono un gruppo armato unico, ma un'alleanza tra Prima linea, Squadre proletarie di combattimento-Esercito di liberazione comunista e le Formazioni comuniste combattenti, che erano organizzazioni comuniste armate, che si allearono poiché avevano molte idee in comune, e seppur nate in diverse zone d'Italia, decisero di unirsi usando il nome di "Comando Unificato-Squadre armate proletarie". L'obiettivo dell'alleanza era attaccare con maggiore violenza il capitalismo, la destra, e le forze dell'ordine viste come il braccio armato del capitalismo.
La prima azione violenta di questo gruppo fu l'omicidio di Roberto Crescenzio a Torino il 1º ottobre 1977, quando decisero di assaltare il bar Angelo Azzurro. Poi il 7 novembre del 1977 uccidono uno spacciatore di droga insieme alle Squadre proletarie combattenti, lasciando dei volantini in cui accusano gli spacciatori di droga di essere al soldo della borghesia per far ammalare gli studenti ed i lavoratori e di permettere loro di compiere la rivoluzione proletaria. 
Il 31 gennaio 1978 fu commesso un attentato, con una bomba ad alto potenziale, con obiettivo l'abitazione a Bologna di Dante Menarini, il padrone della Carrozzeria Menarini che ne uscì però illeso.
L'11 maggio dello stesso anno le SAP feriscono Mario Astarita, dirigente della Chemical Bank, una banca statunitense considerata "affamatrice dei lavoratori", per poi ferire a scopo dimostrativo l'agente della Digos Roberto De Martini, che operava con la polizia italiana a Torino.
Altre azioni vennero fatte in provincia di Varese contro una caserma dei carabinieri a Sesto Calende ed il giornale la Prealpina, considerato su posizioni di destra, e quindi contro il movimento operaio.
Sempre in nome delle lotte operaie e carcerarie, fu ferito il 15 gennaio 1979 il medico del carcere di Varese Franco Lombardo, accusato di non curare bene i detenuti.
Il 18 maggio del 1979 viene colpita l'ostetrica Domenica Nigra Sartori, con l'accusa di far abortire solo le donne borghesi, ma di non praticare l'aborto alle donne proletarie, facendo aborti clandestini a pagamento, che dovevano essere gratuiti ed alla portata di tutti.